# Ser'Darius Blain
Ser'Darius William Blain (nacido el 10 de marzo de 1987) es un actor de cine y televisión haitiano-estadounidense. Es mejor conocido por su papel de Anthony "Fridge" Johnson en la serie de películas Jumanji, apareciendo en la tercera y cuarta entrega. Blain también es reconocido por su interpretación de Galvin Burdette en la primera temporada de la serie Charmed de The CW.

## Primeros años
Blain comenzó a actuar a la edad de doce años cuando ayudó a su madre a reescribir el guion de una obra escolar. Su madre, profesora de inglés y teatro de secundaria, lo eligió como protagonista, lo que hizo que "se contagiara". Blain atribuye a esto la superación de su timidez: "Yo era un niño súper tímido hasta el punto de que me aferraba a la falda de mi madre cuando era pequeño... Siempre había visto la televisión y me preguntaba cómo sería eso". En 2007, su novia lo convenció para asistir a Actors, Models & Talent For Christ, lo que lo llevó al Conservatorio de Artes Dramáticas de Nueva York, donde conoció a su mánager.

## Carrera
Se graduó en Nueva York en 2009 y desde entonces obtuvo papeles en películas como Camp X-Ray y When the Game Stands Tall. Blain interpretó a Anthony "Fridge" Johnson en la película Jumanji: Welcome to the Jungle (2017) y apareció en el cortometraje del director James Kicklighter Angel of Anywhere, protagonizado por Briana Evigan y David A. Gregory.
En febrero de 2018, Blain fue elegido para un papel regular para la primera temporada de la serie dramática de fantasía Charmed de The CW, un reinicio de la serie de 1998 del mismo nombre. El reinicio "se centra en tres hermanas en una ciudad universitaria que descubren que son brujas". Blain interpretó el papel de Galvin, un científico y novio de Macy Vaughn (interpretada por Madeleine Mantock), una de las hermanas de la serie.

## Filmografía

### Películas
| Año  | Título                           | Papel                       | Notas         |
| ---- | -------------------------------- | --------------------------- | ------------- |
| 2009 | Sucker Punch                     | Luchador                    | Cortometraje  |
| 2010 | The Truth About Lies             | Michael                     | Cortometraje  |
| 2011 | Empty Sandbox                    | Cane                        | Cortometraje  |
| 2011 | Footloose                        | Woody                       |               |
| 2012 | Belizean James: No Gold Anything |                             | Video musical |
| 2012 | Private War                      | LCpl. White                 | Cortometraje  |
| 2013 | Hearts Gamble                    | Dc                          | Cortometraje  |
| 2013 | Star Trek: En la oscuridad       | U.S.S. Enterprise Red Shirt |               |
| 2014 | Camp X-Ray                       | Jackson                     |               |
| 2014 | When the Game Stands Tall        | Cam Colvin                  |               |
| 2016 | The Gram                         | Him                         | Cortometraje  |
| 2016 | Seduced                          | Sean                        |               |
| 2017 | Maybe Someday                    | Skip                        |               |
| 2017 | Angel of Anywhere                | Brian                       | Cortometraje  |
| 2017 | Jumanji: Welcome to the Jungle   | Anthony "Fridge" Johnson    |               |
| 2019 | Beneath the Leaves               | Josh Ridley                 |               |
| 2019 | Bolden                           | Willie Cornish              |               |
| 2019 | Seberg                           | Louis Lewis                 |               |
| 2019 | The Last Full Measure            | Joven Takoda                |               |
| 2019 | Jumanji: The Next Level          | Anthony "Fridge" Johnson    |               |
| 2021 | Fortress                         | Ulysses                     |               |
| 2021 | American Underdog                | Mike Hudnutt                |               |
| 2022 | Fortress: Sniper's Eye           | Ulysses                     |               |

### Televisión
| Año       | Título              | Papel            | Notas                                        |
| --------- | ------------------- | ---------------- | -------------------------------------------- |
| 2010      | My Life in Facebook | Bob #1           | Episodio: "Facebook Police"                  |
| 2010      | Meet the Browns     | Mack Kane        | Episodio: "Meet the Confession"              |
| 2012      | Jane by Design      | Carter           | Recurrente                                   |
| 2012      | The Vampire Diaries | Chris            | Episodio: "We All Go a Little Mad Sometimes" |
| 2012      | Black Book          | William James    | Piloto                                       |
| 2013      | NCIS                | Tall Player      | Episodio: "Squall"                           |
| 2014      | Super Fun Night     | TF Green         | Episodio: "Li'l Big Kim"                     |
| 2015      | Survivor's Remorse  | Jupiter Blackmon | Recurrente                                   |
| 2016      | Chicago P.D.        | Brian Johnson    | Episodio: "The Cases That Need to Be Solved" |
| 2016      | Shameless           | Chuku            | Episodio: "Own Your Shit"                    |
| 2016      | Sweet/Vicious       | Damon Avery      | Episodio: "The Writing's on the Wall"        |
| 2018–2019 | Charmed             | Galvin Burdette  | Personaje regular, temporada 1               |
| 2021      | The Big Leap        | Reggie Sadler    | Personaje regular                            |

### Videojuegos
| Año  | Título             | Papel           | Notas |
| ---- | ------------------ | --------------- | ----- |
| 2013 | Grand Theft Auto V | Población local |       |
| 2018 | NBA 2K19           | Nickyle Strong  |       |